# Litorhina producta
Litorhina producta är en tvåvingeart som först beskrevs av Mario Bezzi 1924.  Litorhina producta ingår i släktet Litorhina och familjen svävflugor.
Artens utbredningsområde är Etiopien. Inga underarter finns listade i Catalogue of Life.